# Eriogonum galioides
Eriogonum galioides là một loài thực vật có hoa trong họ Rau răm. Loài này được I.M.Johnst. mô tả khoa học đầu tiên năm 1924.